# Østprovinsen (Kenya)
Østprovinsen (engelsk Eastern Province, swahili Mkoa wa Mashariki) er en af Kenyas otte provinser. Befolkningen anslås til 5.456.190 indbyggere (2008), og den har et areal på 159.891 kvadratkilometer. Den administrative hovedby er Embu. 
I provinsen ligger nationalparkerne Meru nationalpark, Mount Kenya nationalpark, Sibiloi nationalpark samt dele af Tsavo East nationalpark ogTsavo West nationalpark.

## Eksterne kilder og henvisninger
1. ↑  Statoids, Provinces of Kenya

- Wikimedia Commons har flere filer relateret til Østprovinsen (Kenya)

0°0.1′N 38°0′Ø / 0.0017°N 38.000°Ø